# Sanok (Landgemeinde)
Die Gmina Sanok (deutsch: Gemeinde Sanok) ist eine Landgemeinde (gmina wiejska) im Powiat Sanocki, in der Woiwodschaft Karpatenvorland, Polen. Der Gemeindesitz ist die Stadt Sanok. Sie gehört zur historischen Region Rothreußen. Die Gmina Sanok ist Mitglied der Euroregion Karpaten.

## Geographie
Das Gebiet um die ostpolnische Stadt Sanok gehörte nach der Ersten Teilung Polens von 1772 bis 1918 zum Kreis Sanok in der österreichischen Provinz Galizien. Es lag am äußersten Südosten Polens an den Flüssen San, Pielnica, Osława und Wisłok im vorkarpathischen Hügelland bzw. Sanoker Tiefebene oder Sanoker Flachland, der östliche Teil der Gmina, umgeben von den Salzbergen und den Niederen Beskiden. Die höchste Erhebung ist mit 668 Metern der Słonny (Salzig). Vor dem Zweiten Weltkrieg wurden die Flüsse zu ethnischen Grenzlinien, als das wilde Grenzgebiet zwischen Polen und Lemken festgelegt wurde.
Die Gemeinde hat eine Flächenausdehnung von 231 km². 54 % des Gemeindegebiets werden landwirtschaftlich genutzt, 31 % sind mit Wald bedeckt.

### Tourismus
Im Gemeindegebiet finden sich einige mittelalterlichen Dorfkirchen, von denen die gotische Pfarrkirche von Mrzygłód, um 1410–20 besonders herausragt. Die Ukrainisch-Orthodoxe Kirche von Czerteż, Jurowce, Łodzina, Hłomcza, Ulucz und Dobra sind aufgrund ihrer historischen Fresken Teil eines landschaftlichen, um die Stadt Sanok herumführenden Kulturwegs (Zdzisław Beksiński "Weg des Erinnerns").
Die größte Sehenswürdigkeit der Stadt stellen zwei überdurchschnittliche Museen, das Museum der Volksbauweise und Burg. In ihren Sammlungen bergen sie einen Teil der reichen lokalen Kultur, die sich auf diesem Gebiet über viele Jahrhunderte im Prozess des gegenseitigen Durchdringens von zwei Zivilisationsformationen des orthodoxen Ostens und lateinischen Westens entwickelte.
Durch Sanok führt auch die etwa 45 Kilometer lange Wojewodschaftsstraße Nr. 892 von Zagórz nach Medzilaborce in der Ostslowakei – die Geburtsstadt von Andy Warhol und führen ausgewiesene Wanderwege mit einer Gesamtlänge von 50 km.
 Der Radweg- und Fernwanderweg "Auf den Spuren von Schwejk" beginnt in Tschechien und weiter nach Österreich, Ungarn, Slowakei, Polen/Sanok nach Ukraine.
 Sanok – Biała Góra – Orli Kamień/Adlerfels 517 m – Słonna/Salzig 639 m – Przysłup – Rakowa – Chwaniów nach Przemyśl
 Sanok – Orli Kamień/Aldlerfels 517 m zurück nach Sanok
 Wanderweg im beskidischen Karpatenvorland von Holzkirchen über Sanok und weiter nach Międzybrodzie – Mrzygłód – Dobra – zurück nach Sanok.
 Sanok – Załuż – Przysłup 658 m zurück nach Sanok
 Sanok – Der Lehrpfad im Naturschutzgebiet von Polanki (Salzgebirge)

## Stadtgemeinde
Die Stadt Sanok bildet eine eigenständige Stadtgemeinde (gmina miejska).

## Landgemeinde
Die Landgemeinde (gmina wiejska) Sanok hat eine Fläche von 231,38 km². Zu ihr gehören folgende 31 Ortschaften mit einem Schulzenamt:
Bykowce
Czerteż
Dębna
Dobra
Falejówka
Hłomcza
Jędruszkowce
Jurowce
Kostarowce
Lalin
Liszna
Łodzina
Markowce
Międzybrodzie
Mrzygłód
Niebieszczany
Pakoszówka
Pisarowce
Płowce
Prusiek
Raczkowa
Sanoczek
Srogów Dolny
Srogów Górny
Strachocina
Stróże Małe
Stróże Wielkie
Trepcza
Tyrawa Solna
Wujskie
Zabłotce
Załuż
Größere Orte sind Mrzygłód und Dobra im Norden, Czerteż und Kostarowce im Westen und Niebieszczany im Süden. Am kleinsten Ort ist Międzybrodzie.
Weitere Ortschaften der Landgemeinde sind Zarszyn, Bukowsko und Zagórz.

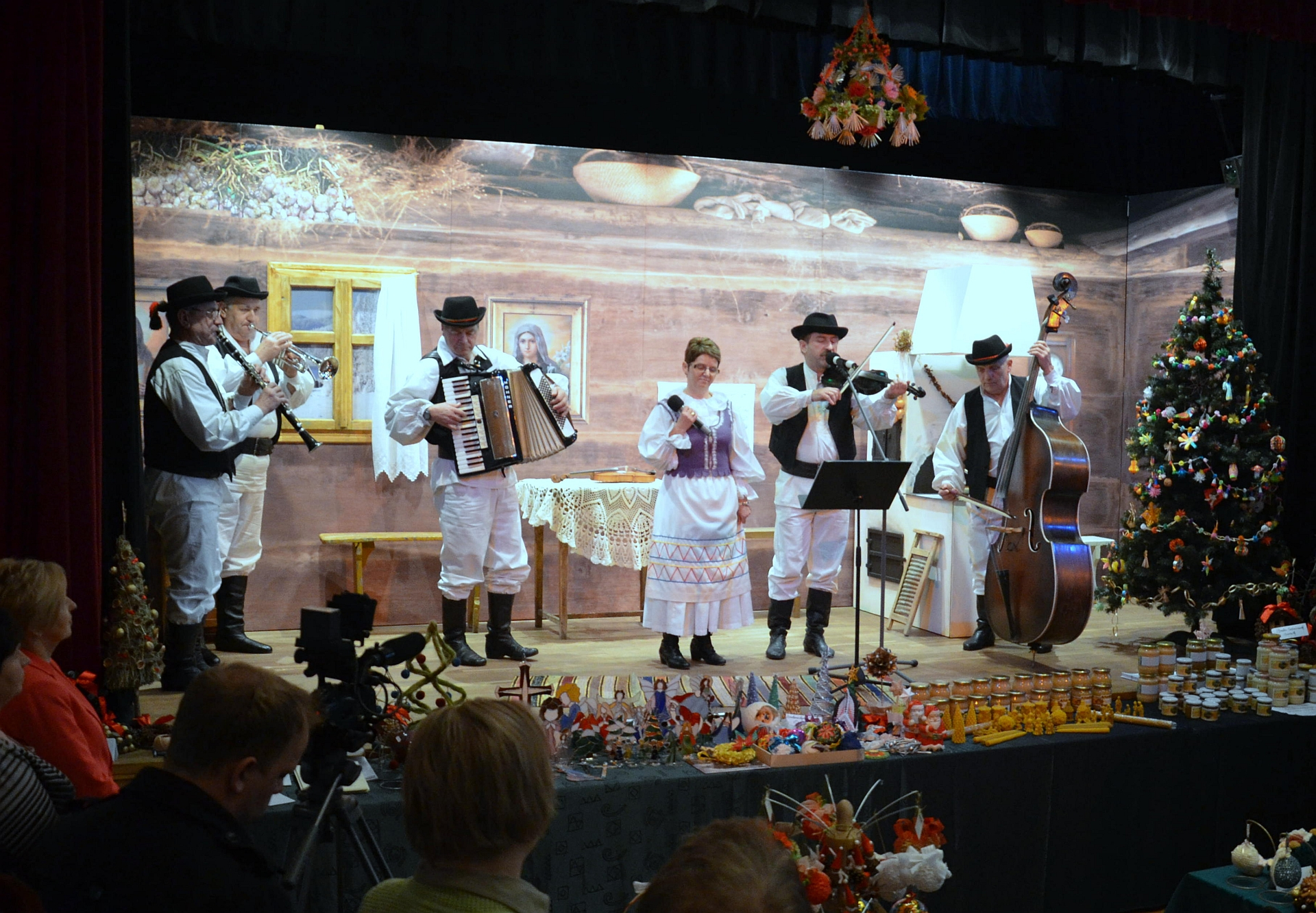
Weihnachtskirmes in Gmina Sanok Oberländische Band Kapelle Kamraty
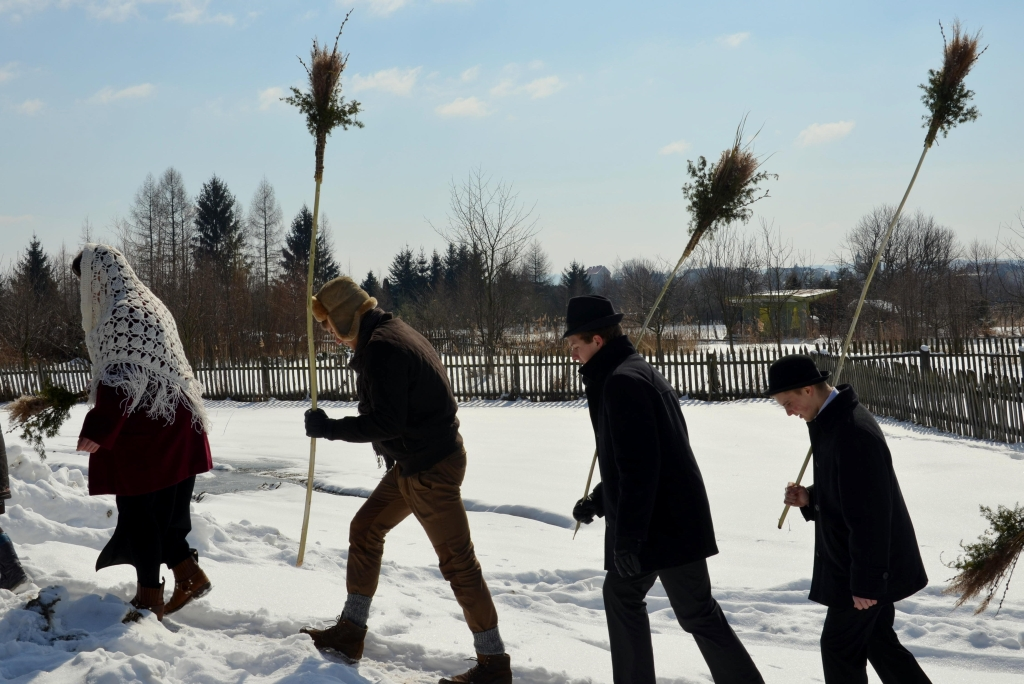
Junge Trachtler mit traditionellen Palmbuschen
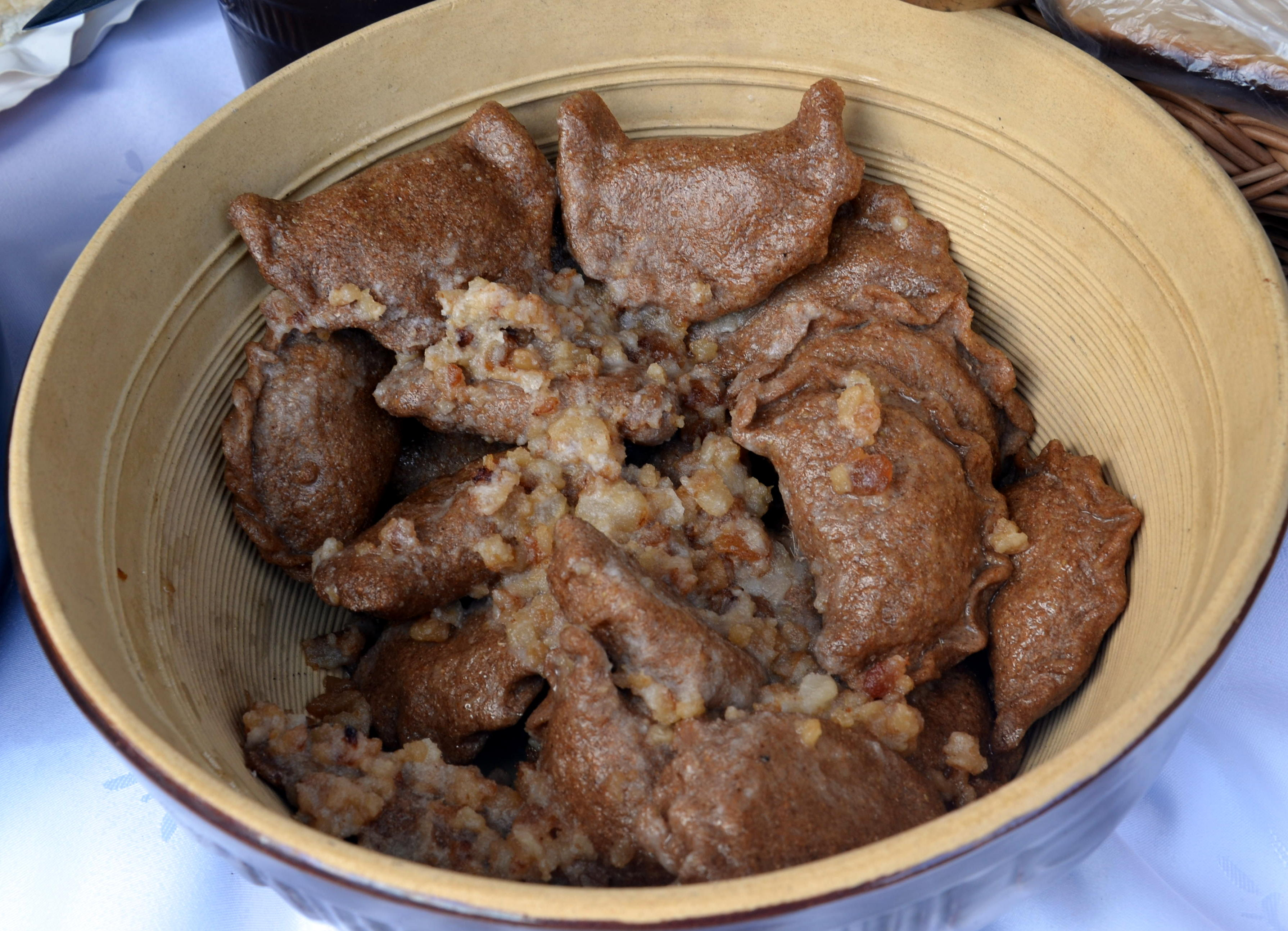
Lalin Teigtaschen. Der Eiernudelteig besteht aus Vollkornmehl und Wasser mit gekrendelten Rand.
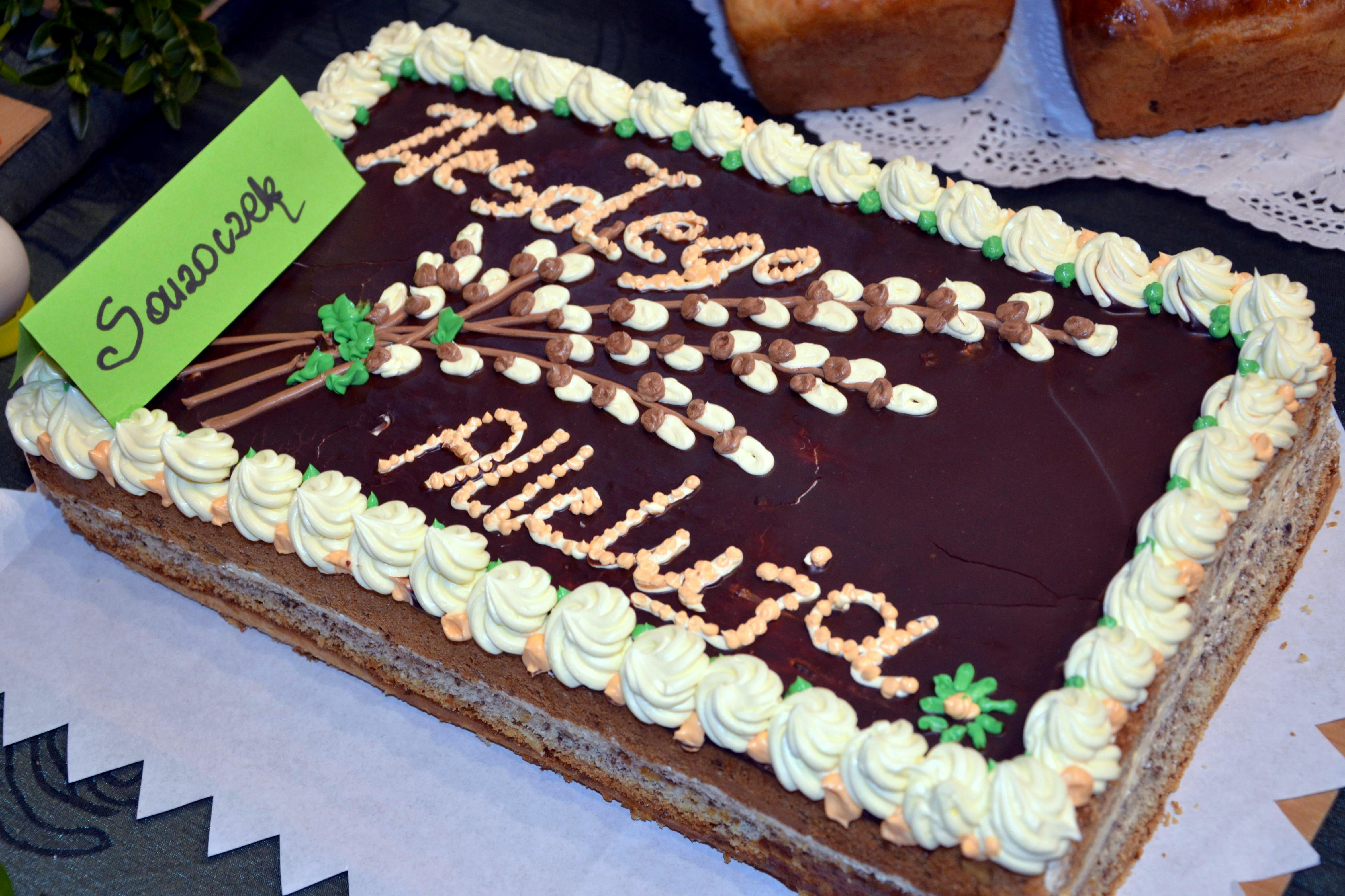
Osterkuchen, Sanoczek bei Sanok